# RTS Option Musique
RTS Option Musique è la quarta stazione radiofonica pubblica della Svizzera romanda, di proprietà di RTS con sede a Losanna. Dal 1994, anno della sua nascita, propone musica popolare francofona, contribuendo attivamente alla promozione di compositori e interpreti svizzeri. La radio non presenta stacchi pubblicitari e ad ogni ora viene dedicato un breve spazio informativo.

## Loghi

1994-1997[senza fonte]
1997-1999[senza fonte]
1999-2001[senza fonte]
2001[senza fonte]
2001-2004[senza fonte]
Vecchio logo
Logo utilizzato dal 29 febbraio 2012 al 15 settembre 2016
Logo utilizzato dal 15 settembre 2016 al 25 agosto 2024
Logo in uso dal 25 agosto 2024

## Frequenze e trasmissione
RTS Option Musique è ricevibile in FM a Ginevra e nel Vallese, attraverso DAB, via cavo, satellite e internet. Fino al 5 dicembre 2010 è stata disponibile su onde medie (765 kHz) grazie al trasmettitore di Sottens.